# Orthostomum siphonophorum
Orthostomum siphonophorum is een soort in de taxonomische indeling van de platwormen (Platyhelminthes). De worm is tweeslachtig en kan zowel mannelijke als vrouwelijke geslachtscellen produceren. De soort leeft in zeer vochtige omstandigheden. 
De platworm komt uit het geslacht Orthostomum. Orthostomum siphonophorum werd in 1852 beschreven door Schmidt.